# Gonzalo Herrero
Gonzalo Herrero Agüeros (Santander, Cantabria, 5 de octubre de 1989), conocido deportivamente como Gonzalo o Gonzalo Herrero, es un futbolista español que puede jugar en las posiciones de lateral derecho o centrocampista y actualmente se encuentra sin equipo.

## Trayectoria
Llegó a las categoría inferiores del Racing de Santander en 2005 y debutó con el primer equipo en diciembre de 2011 en un partido de la Copa del Rey en los Campos de Sport de El Sardinero contra el Rayo Vallecano.
 En julio de 2012 firmó un contrato como profesional con el conjunto cántabro para esa temporada.
Para la siguiente temporada, que empezó estando lesionado, jugó cedido en el Tropezón. Desde entonces está sin equipo.

## Clubes
| Equipo              | País   | Año       |
| ------------------- | ------ | --------- |
| Racing B            | España | 2008-2012 |
| Racing de Santander | España | 2012-2013 |
| CD Tropezón         | España | 2013-2014 |
| Racing de Santander | España | 2014      |